# صنايع فولاذ هرمزغان (غتشين)
صنايع فولاذ هرمزغان (بالإنجليزية: Hormozgan Steel Company)‏ هي مستوطنة تقع في إيران في قسم غتشین الريفي. يقدر عدد سكانها بـ 151 نسمة .